# Ischnus minor
Ischnus minor är en stekelart som beskrevs av Henry Keith Townes, Jr. 1962. Ischnus minor ingår i släktet Ischnus och familjen brokparasitsteklar. Inga underarter finns listade i Catalogue of Life.